# Pieve di San Martino (Fivizzano)
La pieve di San Martino è un edificio di culto cattolico situato nella frazione di Viano, nel comune di Fivizzano, in provincia di Massa-Carrara.
La Pieve fu edificata, in forme romaniche, nel 1149 come concessione di Papa Eugenio III a Gottifredo, vescovo di Luni. Già ricordata nel 1168, fu poi ceduta ai Bianchi di Erberia, ai Viano e, infine, ai Malaspina.
L'antico impianto romanico ha poi subito modifiche nel XVI e nel XVIII secolo.
La facciata, che forse in origine era a capanna, è scandita da paraste in relazione alla scansione delle navate e mostra evidenti gli adattamenti alle forme settecentesche.
Al centro della facciata, sopra il portale d'ingresso, è collocata un'ancona marmorea di notevole finezza che, in tre nicchie a conchiglia, ospita le statue della Vergine col Bambino, san Martino vescovo e san Giovanni Battista; nei riquadri soprastanti l'Annunciazione; nella lunetta è Dio benedicente tra due angeli; nella predella le figure dei dodici apostoli e una scritta indecifrabile.
L'interno, a tre navate, è rifatto nei modi del barocco locale.
Contiguo alla chiesa è il possente campanile romanico in pietra.

## Galleria d'immagini

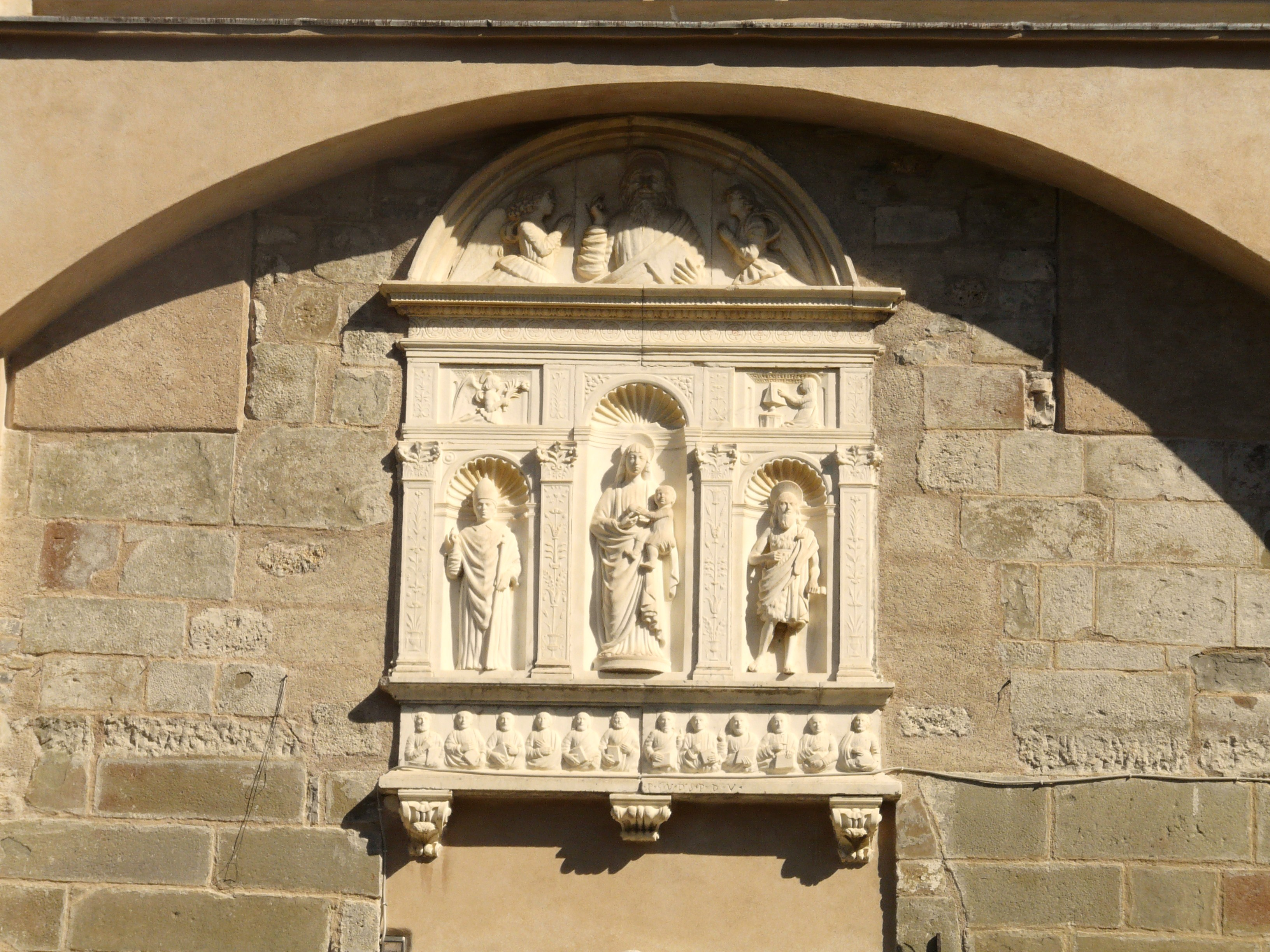
Ancona della Vergine tra san Martino e il Battista; XVI secolo
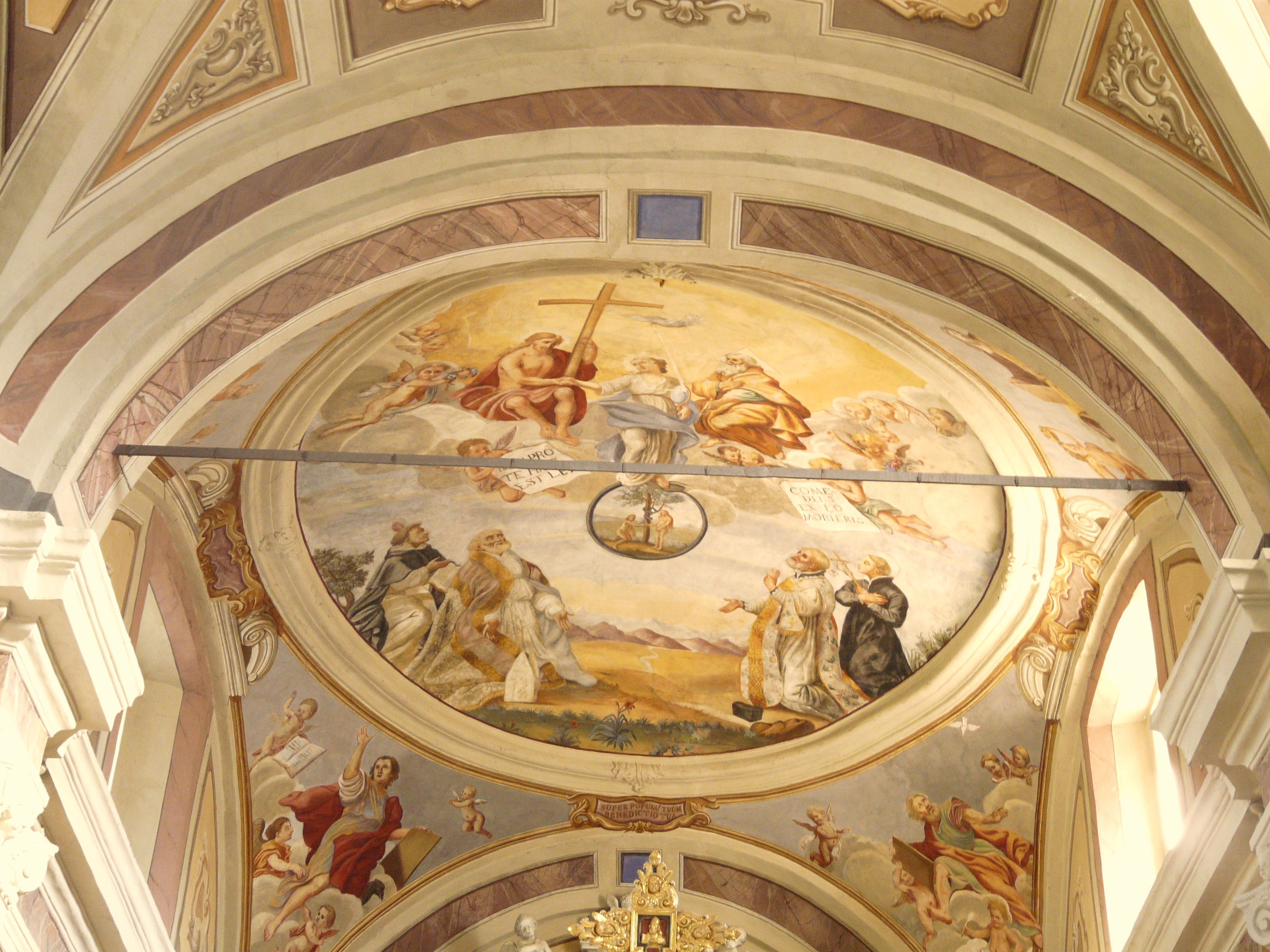
Interno con affresco dell'Assunzione; XVIII secolo
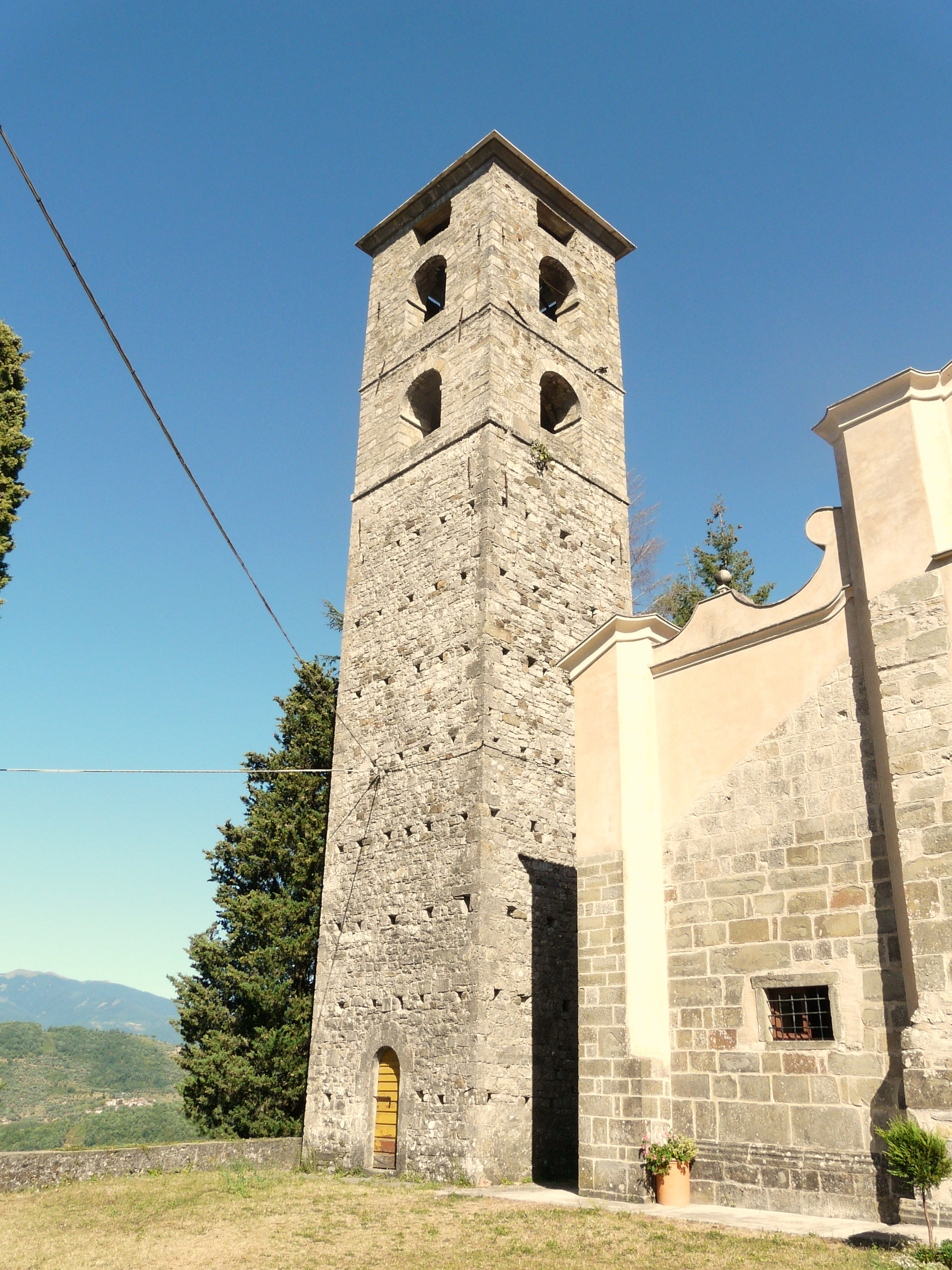
Il campanile; XII secolo